# Mayu Matsumoto
Pour les articles homonymes, voir Matsumoto.
Mayu Matsumoto (桃田賢斗), née le 7 août 1995 à Hokkaidō, est une joueuse de badminton japonaise, spécialiste du double.

## Palmarès

### Championnats du monde
Lors de l'édition 2018 des Championnats du monde disputée à Nankin (Chine), Mayu Matsumoto remporte le titre en double dames, associée à sa compatriote Wakana Nagahara en battant en finale une autre paire japonaise (Yuki Fukushima et Sayaka Hirota) à l'issue d'un match très disputé (19-21, 21-19, 22-20).
Lors de l'édition 2019, Mayu Matsumoto et Wakana Nagahara conservent leur titre en battant en finale les mêmes adversaires que l'année précédente, à la suite d'un match toujours aussi serré (21-11, 20-22, 23-21).

### En junior
Lors des  Championnats d'Asie junior 2013 (en), elle remporte la médaille de bronze par équipe.

### Tournois
| Année | Partenaire      | Tournoi                         | Catégorie                   | Résultat  |
| ----- | --------------- | ------------------------------- | --------------------------- | --------- |
| 2022  | Wakana Nagahara | Open de France                  | Super 750                   | Finaliste |
| 2018  | Wakana Nagahara | Open d'Indonésie                | Super 1000                  | Finaliste |
| 2017  | Wakana Nagahara | Open des États-Unis             | BWF Grand Prix Gold         | Finaliste |
| 2017  | Wakana Nagahara | Open du Canada                  | BWF Grand Prix              | Vainqueur |
| 2016  | Wakana Nagahara | Open de Thaïlande               | BWF Grand Prix Gold         | Finaliste |
| 2016  | Wakana Nagahara | Open des États-Unis             | BWF Grand Prix Gold         | Finaliste |
| 2014  | Wakana Nagahara | Open de Russie                  | BWF Grand Prix              | Finaliste |
| 2014  | Wakana Nagahara | Smiling Fish International (en) | BWF International Challenge | Vainqueur |